# Joseph Carruthers
Pour les articles homonymes, voir Carruthers.
Joseph Hector McNeil Carruthers (21 décembre 1857 au 10 décembre 1932) est un homme politique australien qui fut le 15e Premier ministre de Nouvelle-Galles du Sud.

## Biographie
Carruthers est né à Kiama, en Nouvelle-Galles du Sud. Son père, John Carruthers, incapable de payer pour l'enseignement secondaire de son fils, l'envoya à la Fort Street High School, une école sélective public. Il est allé ensuite à l'université de Sydney et a obtenu une licence de droit en 1876. Deux ans plus tard, il obtenait son Master et était admis à exercer la profession d'avocat, poste qu'il occupa pendant quelques années.  En décembre 1879, il épousa Louise Marion Roberts dont il divorça en 1895.
Au moment de la création de l'état fédéral australien, il devint chef de l'opposition à la tête du Parti réformateur libéral. Son parti gagna les élections en juillet 1904 et il devint premier ministre pendant trois ans.

## Sources
- (en) Cet article est partiellement ou en totalité issu de l’article de Wikipédia en anglais intitulé « Joseph Carruthers » (voir la liste des auteurs).
- (en) Site officiel du gouvernement de Nouvelle-Galles-du-Sud